# Пітер де Монші
́Ехел П́ітер де М́онші (нід. Engel Pieter de Monchy; 2 липня 1916, Генгело — 27 квітня 2011, Гарлем) — нідерландський скульптор, художник, член амстердамської асоціації художників і любителів мистецтва Arti et Amicitiae, Товариства нідерландських художників.

## Життєпис
Пітер де Монші, син текстильного фабриканта Твенте Рудольфа Адріана де Монші та Доротеї Марії ван Левен Бумкамп. Малюванням він захопився з дитинства. Але спочатку закінчив курс комерційного інженера в Англії. Після початкової комерційної освіти та повернення додому Пітер обрав творчу професію — те, що почалося з уроків малювання, згодом стало живописом і скульптурою. Спочатку він пройшов курс малювання в Йос Роферса (нід. Jos Rovers) в Амстердамі. У віці 35 років де Монші перейшов від живопису до скульптури. Далі творив як скульптор і художник.
Майстерня художника містилася у старій шкільній кімнаті в Оудеркерк-ан-де-Амстел, де він виконував багато доручень для уряду, серед них спортивні зображення, пам'ятники, барельєфи та погруддя в бронзі. Де Монші робив бюсти членів королівської родини, акторів і музикантів, але особливо прославився своєю статуєю Альберта Швейцера, лауреата Нобелівської премії миру (1952). Крім того, він мав багато замовлень від приватних осіб і компаній. Так, на замовлення компанії він виготовив погруддя Якоба ван Маркена, успішного нідерландського підприємця, засновника Делфтської дріжджово-спиртової фабрики, яке встановили 1981 року в «Агнета-парку» в Делфті. Його роботи можна зустріти в різних громадських місцях у Нідерландах та за кордоном, наприклад, у Джакарті, Стокгольмі (скульптура шведського оперного співака Юссі Бйорлінга), Віллемстаді (Кюрасао), Валенсії. Де Монші створив дизайн премії Йогана Каарта (нід. Johan Kaart), яку щорічно присуджують особі, що має видатні досягнення у сфері театральних розваг.

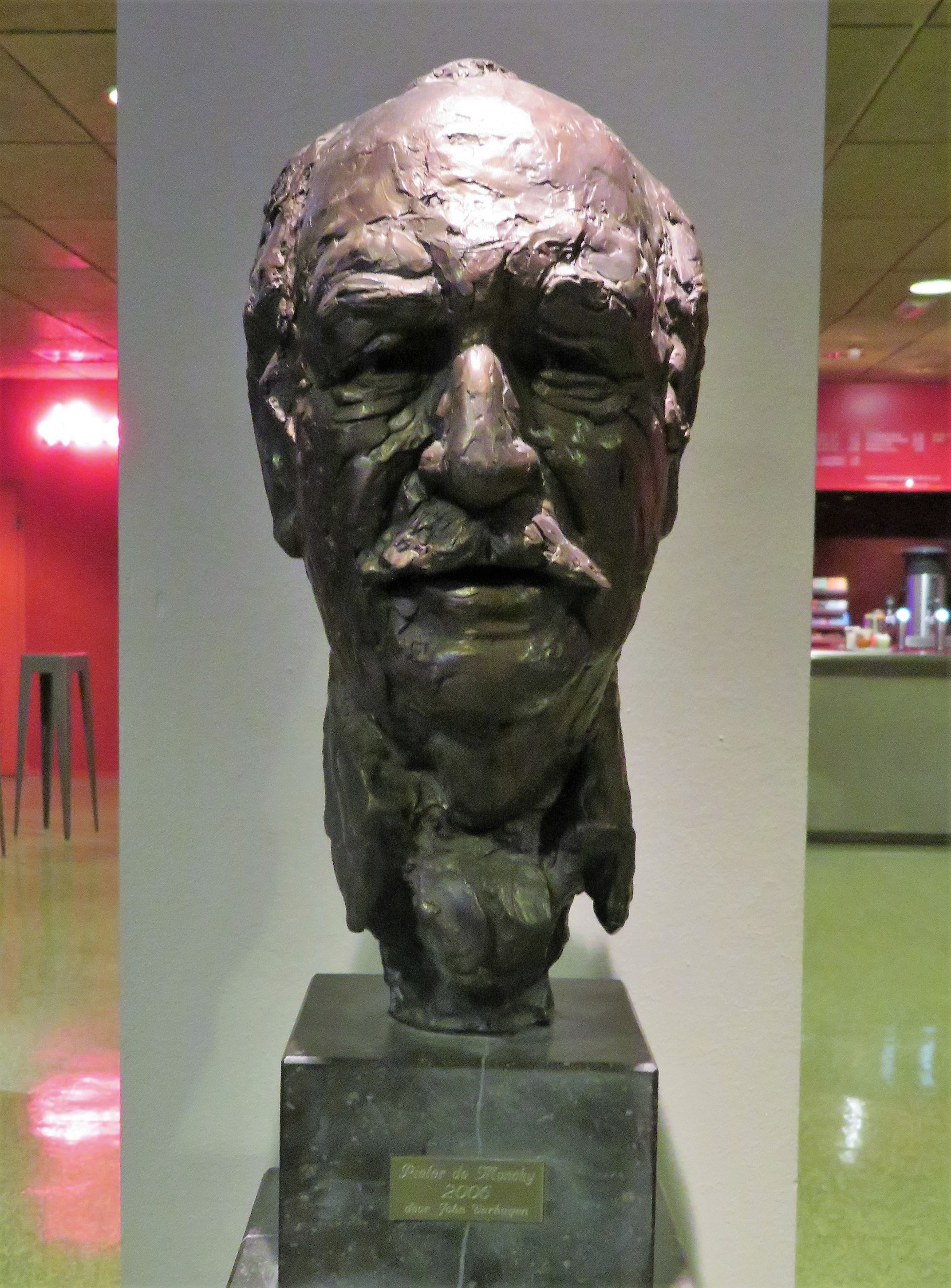
Погруддя Пітера де Монші роботи скульптора Джона Фергахена (2006) Амстелвен

Зв'язок його творчості з Амстелвеном беззаперечний: скульптури Дзюдоїсти в центральному парку, Turftrapster на станції Амстелвен в Оуде Дорп (Старе село), підприємця й пілота Мартіна Схрйодера (нід. Martin Schröder), в актриси Каро ван Ейк (нід. Caro van Eyck). За свої творчі здобутки протягом багатьох років він отримував нагороди і премії, як-от в 1949 році премію Віллінка ван Коллема, 1963 виграв конкурс на найкращий пам'ятник мешканцям рідного Генгело, загиблим у Другій світовій війні, а в 1965 році завершив створення цього меморіалу.
З 1950 року Пітер де Монші проводив багато індивідуальних виставок, зокрема в Мистецькому залі Генгело у 1950 році, в Aemstelle в Амстелвені в 1968 році та Культурному центрі в Амстелвені в 1975 році, у Pulchri Studio в Гаазі(1976), 1985 року в Художньому музеї Singer Laren. Він брав участь у багатьох групових виставках, у радіо- й телевізійних програмах, також публікував мистецькі статті в газетах і журналах.
Пітер де Монші помер 27 квітня 2011 року в Гарлемі у 94 роки.
21 липня 2013 року сотні відвідувачів прийшли до музею Яна ван дер Тогта (лінґ. Jan van der Togt) в Амстелвені на відкриття виставки творчості Пітера де Монші — одного з найвідоміших художників Амстелвена. На виставці була широка ретроспектива різноманітних робіт митця. Він мав талант з раннього дитинства, тож відвідувачі виставки змогли побачити навіть картину, яку він намалював, коли йому було лише 12 років.

## Галерея робіт Пітера де Монші

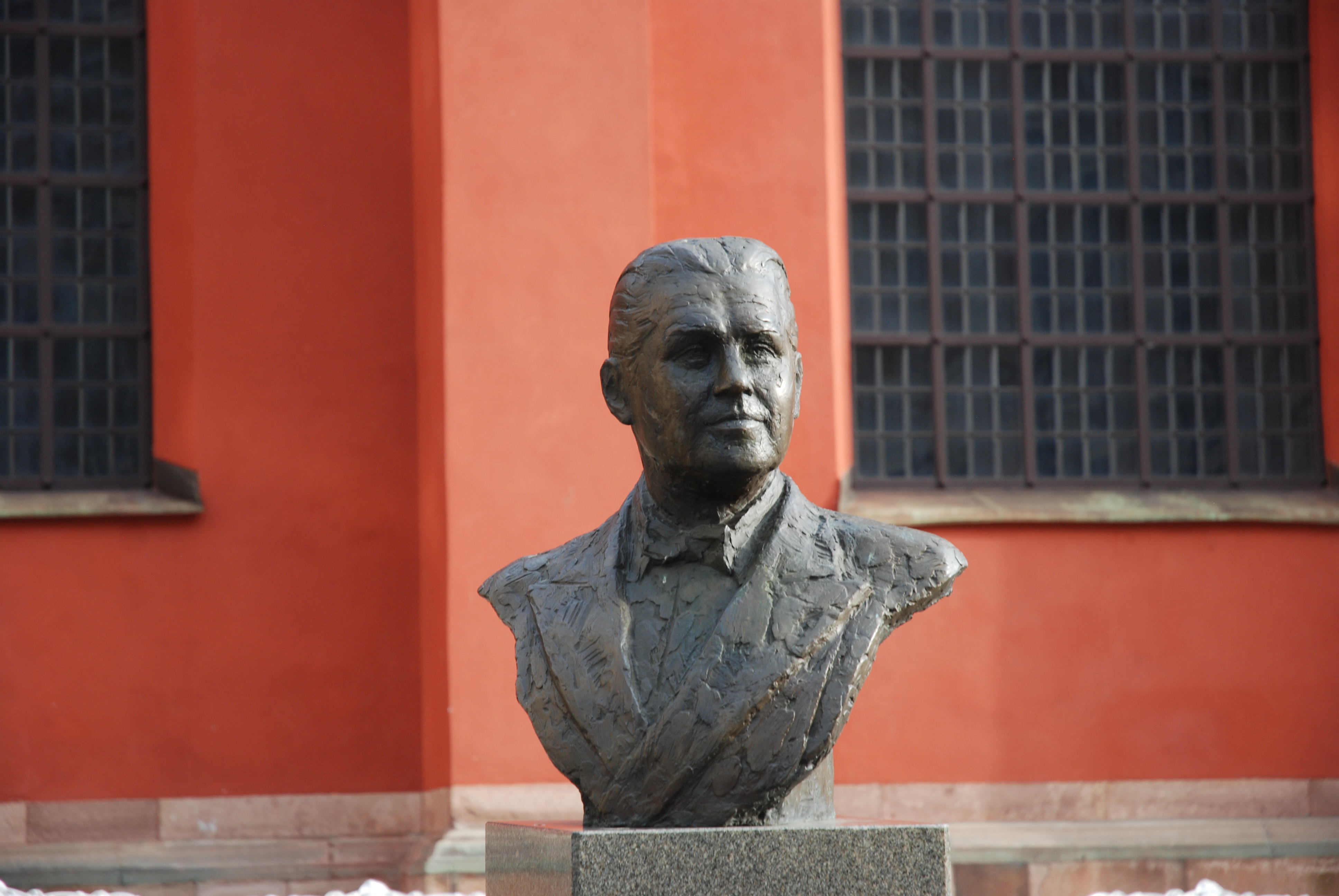
Погруддя Юссі Бйорлінга, Стокгольм
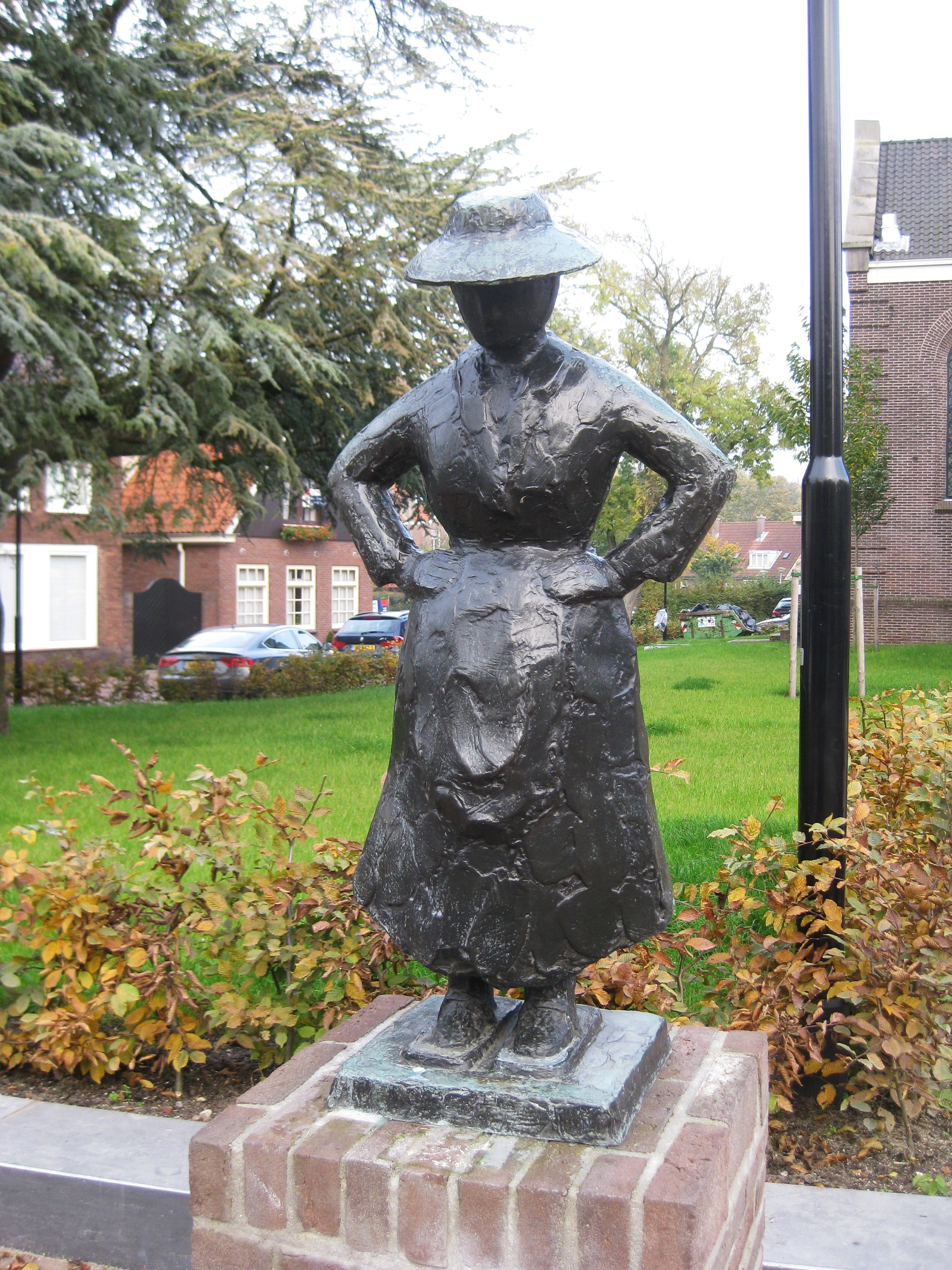
Скульптура «Turftrapster», з 2003 року в Амстелвені
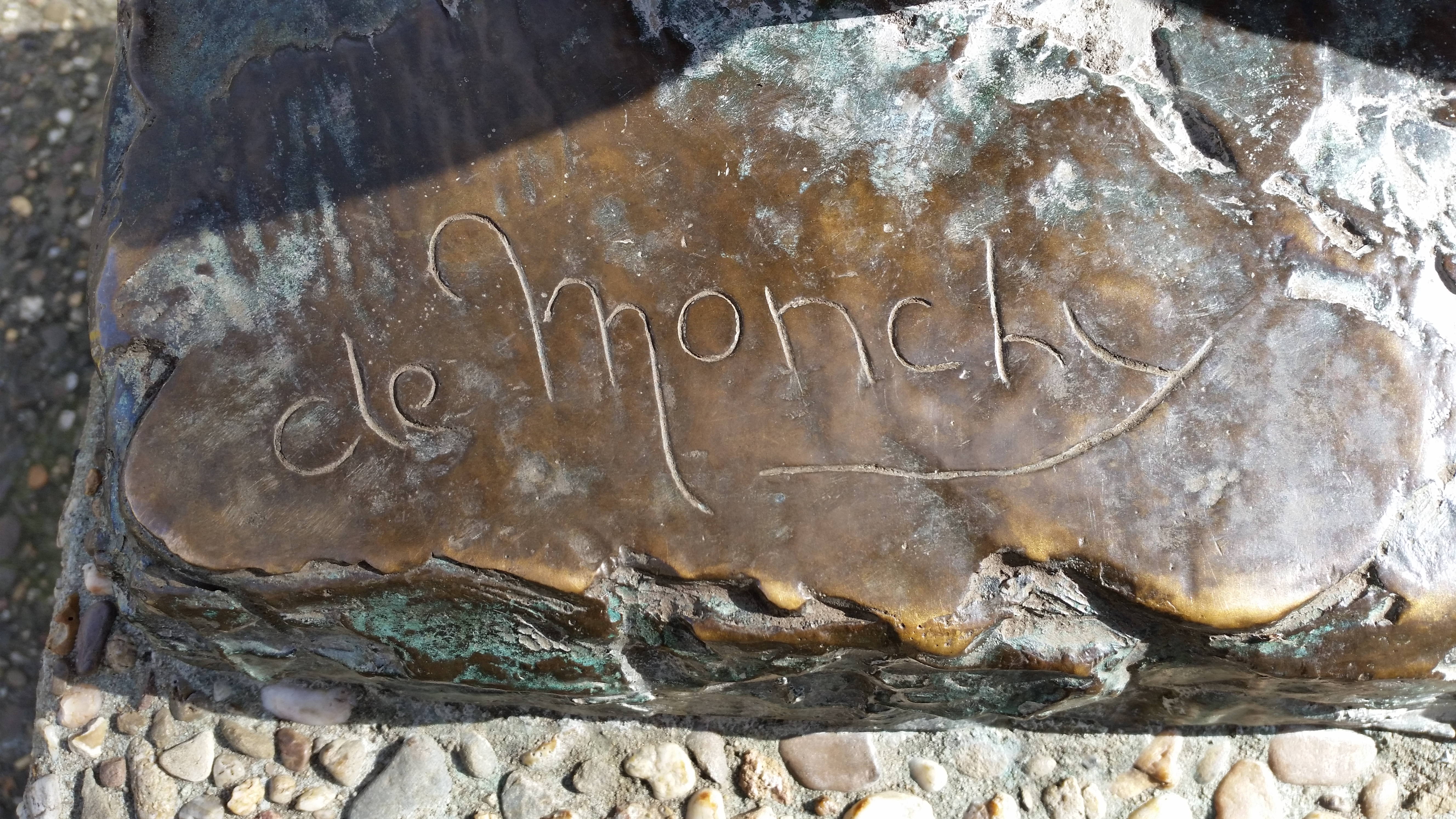
«Підпис» Пітера де Монші під скульптурою «Важкоатлет» (березень 2020)